# Petrus Luijtjes
Petrus Franciscus Arnoldus Luijtjes (ook Luitjes) (Amsterdam, 19 maart 1818 – aldaar, 29 oktober 1889) was een Nederlands kunstschilder.

## Leven en werk
Luijtjes werd in maart 1818 in Amsterdam geboren als zoon van de deurwaarder bij de rechtbank Willem Jan Luijtjes en van Maria Geertruijda Catharina Windhoff. In 1841 was Luijtjes kantoorbediende. Van 1850 tot 1866 was hij werkzaam als cargadoor. Na 1867 was hij makelaar. Hij woonde en werkte te Amsterdam. Zijn werkzame periode als amateurschilder was van 1833 tot 1889. Zijn onderwerpen waren landschappen, waaronder taferelen bij ondergaande zon, wintergezichten en een bosgezicht. Zijn werk werd in de periode van 1836 tot 1850 in Amsterdam geëxposeerd en in 1849 in Groningen. Luijtjes trouwde op 28 mei 1841 te Amsterdam met Anna Rosina Elisabeth van Wessem. Hij overleed in oktober 1889 op 71-jarige leeftijd te Amsterdam.